# Vitor Faverani
Vitor Luiz Faverani Tatsch (Porto Alegre, 5 de maio de 1988) é um jogador de basquete do Brasil, que atua como pivô no São Paulo.
Morou em Paulínia (São Paulo) até os 14 anos de idade, quando foi para a Espanha, onde iniciou sua carreira nas categorias de base do Unicaja Málaga. Na temporada 2006-07 e na temporada 2007-08, foi emprestado pelo Unicaja ao CAI Zaragoza e ao Bruesa GBC, respectivamente.
Vitor foi o único brasileiro a participar do draft no ano de 2009,  Após o teste, continuou na Espanha onde disputou a Euroliga 2008-09 pelo Unicaja. No final de 2009 ele rescindiu contrato com o Unicaja e se transferiu para o CB Murcia.
Fez praticamente toda a carreira na Espanha. Já passou pelo Múrcia, Clínicas Rincón, Lagun Aro e Zaragoza, antes de chegar ao Valencia. Na última temporada, registrou médias de 9,7 pontos, 4,6 rebotes e 0,7 toco por partida.
O pivô de 2,10m, que atuava no Valência, da Liga ACB, acertou contrato de três anos com o Boston Celtics e defenderá o uniforme verde a partir da próxima temporada. 